# Slavík (opera)
Opera Slavík (rusky Соловей – Solověj; francouzsky Le Rossignol) je operní prvotina ruského hudebního skladatele Igora Stravinského. Dílo je označeno jako „hudební pohádka o třech dějstvích“, jedná se však spíše o operní „jednoaktovku“ s dobou trvání přibližně 50 minut. Libreto napsal skladatel ve spolupráci se svým přítelem Stěpanem Mitusovem. Předlohou se jim stala známá pohádka Slavík Hanse Christiana Andersena o čínském císaři, který zatouží po zpěvu obyčejného slavíka. Stravinského opera vznikala ve dvou fázích, 1908-9 a 1913-14, a její premiéra se konala 26. května 1914 v Théâtre National de l'Opéra v Paříži. Po hudební stránce je opera pozoruhodná spojením impresionistických a expresionistických postupů a je zároveň dokladem autorova stylového vývoje ve druhé dekádě 20. století.

## Vznik opery
Stravinskij začal operu komponovat v roce 1908, po dokončení 1. jednání v roce 1909 však práci přerušil. Důvodem byla lákavá nabídka spolupráce s choreografem Sergejem Ďagilevem a jeho souborem Ballets Russes, jejímiž plody jsou tři Stravinského vůbec nejproslulejší skladby, balety Pták Ohnivák (1910), Petruška (1911) a Svěcení jara (1913), které pak zásadním způsobem ovlivnily vývoj moderní evropské vážné hudby. K rozpracovanému Slavíkovi se Stravinskij vrátil teprve v roce 1913 díky objednávce ruského režiséra Alexandra Sanina, který zamýšlel dílo uvést v nově založeném, vzápětí však zrušeném Moskevském svobodném divadle. Přestože byl Slavík komponován v ruštině pro ruskou premiéru, poprvé byl uveden v Paříži.
V roce 1962 Stravinskij partituru Slavíka v několika detailech revidoval.

## Světová premiéra
Pařížská premiéra se konala 26. května 1914 v Théâtre National de l'Opéra v Paříži v režii a choreografii Borise Romanova, hudebním nastudování dirigenta Pierra Monteuxe a se sólisty a orchestrem Ďagilevova souboru Ballets Russes. Scénu a kostýmy navrhl (stejně jako pro Petrušku) Ďagilevův výtvarník Alexandre Benois. Romanov zvolil pro svou inscenaci ve své době neobvyklé řešení - zpěváci byli umístěni spolu s hudebníky do orchestřiště a na jevišti byly postavy tančeny a mimovány.

## Další provedení
V červenci 1914 hostoval Ďagilevův soubor s pařížskou inscenací Slavíka v Londýně. V lednu 1916 vznikla v Petrohradě přelomová avantgardní inscenace ruského režiséra Vsevoloda Mejercholda, která se vyznačovala antinaturalismem a konstruktivismem. Mejercholdovou inscenací byla ovlivněna i německá premiéra Slavíka v roce 1923 v Mannheimu za řízení Ericha Kleibera.
Premiéra v českých zemích se konala v Novém německém divadle v Praze dne 28. května 1935 v režii Renata Monda a pod taktovkou Fritze Zweiga. V češtině jej uvedlo Národní divadlo v Brně (premiéra 20. května 1937, budova Divadla Na hradbách).
První uvedení v pražském Národním divadle bylo plánováno na rok 2010. Po rozpočtových škrtech bylo divadlo nuceno provést operu pouze koncertně. Dílo nastudoval dirigent Tomáš Netopil a v hlavní roli vystoupila ruská sopranistka Olga Trifonova.
Premiéra opery se v Národním divadle konala v říjnu 2015, 22. (1. premiéra) a 23. (2. premiéra). V roli Slavíka se představila pěvkyně Olga Jelínková. Opera Slavík byla uvedena spolu s
operou Petra Iljiče Čajkovského Jolanta v hudebním nastudování britského dirigenta Jana Latham-Koeniga a v režii Dominika Beneše.

## Osoby a první obsazení
| Role                                 | Hlasový obor       | Premiéra (26. května 1914) | Česká premiéra (28. května 1935) | Premiéra v ND (22. září 2010) |
| ------------------------------------ | ------------------ | -------------------------- | -------------------------------- | ----------------------------- |
| Slavík (Соловей)                     | koloraturní soprán | Aurelia Dobrovolska        | Rose Book                        | Olga Trifonova                |
| Rybář (Рыбак)                        | lyrický tenor      | Alexandr Varfolomejev      | Adolf Fischer                    | Richard Samek                 |
| Kuchařinka (Кухарочка)               | soprán             | Maria Brian                | Hilde Konetzni                   | Alžběta Poláčková             |
| Císař (Император)                    | bas                | Pjotr (Paul) Andrejev      | Josef Hagen                      | Aleš Jenis                    |
| Komoří (Камергер)                    | bas                | Alexandr Beljanin          | Julius Gutmann                   | Ondrej Mráz                   |
| Bonz (mnich) (Бонза)                 | bas                | Nikolaj Gulajev            | Hey                              | Zdeněk Plech                  |
| Smrt (Смерть)                        | alt                | Jelizaveta Petrenko        | Lydia Kindermann                 | Yvona Škvárová                |
| 1. japonský posel (Японский посол 1) | soprán             | Jelizaveta Mamsina         | –                                | Aleš Voráček                  |
| 2. japonský posel (Японский посол 2) | bas                | Vasilij Šaronov            | Libal                            | David Nykl                    |
| 3. japonský posel (Японский посол 3) | tenor              | Fjodor Ernst               | Popovič                          | Václav Lemberk                |
| Dvořané, přízraky (sbor)             |                    |                            |                                  |                               |
| Dirigent:                            | Dirigent:          | Pierre Monteux             | Fritz Zweig                      | Tomáš Netopil                 |

## Děj opery

### První jednání
V noci před svítáním si na pobřeží zpívá rybář svou píseň. Čeká jako každou noc na slavíka, aby pookřál při jeho zpěvu, a slavík skutečně přilétá. Jeho zpěv však přeruší příchod dvořanů, které sem přivádí kuchařka z císařského paláce. Císař se doslechl o kráse slavičího zpěvu a zatoužil ho mít ve svém paláci, dvořané tedy nedočkavě slídí po neznámém ptáku. Kromě kuchařky ho totiž nikdy nikdo neslyšel, a tak si jeho zpěv pletou s bučením krávy či s kvákáním žab. Když se slavík konečně objeví, dvořané jsou zklamáni – tak nádherný hlas a takový obyčejný ptáček… Císařův rozkaz je nicméně třeba splnit a slavík přijímá pozvání ke dvoru.

### Druhé jednání
V císařově porcelánovém paláci je veliký shon. Vše je třeba vyzdobit lampiony a zvonečky, chystá se slavnostní předání slavíka císařovi. Jistě je obrovský a blýská se jako diamant, když po něm císař touží! Ale kuchařka vysvětluje, že krása slavíka spočívá v něčem jiném. Jeho zpěv totiž dokáže v člověku probudit cit a dojmout až k slzám. Hřmotný čínský pochod ohlašuje císaře. Slavík je představen a vyzván ke zpěvu. Jeho píseň císaře ohromí. Rozhodne se darovat slavíkovi svůj zlatý střevíc. Odměnou pro slavíka však byly již císařovy slzy. Vtom jsou uvedeni tři japonští vyslanci, kteří císaři předávají dar od jejich panovníka – umělého slavíka. Jeho mechanický zpěv je ihned císaři předveden. Císař se shání znovu po skutečném slavíkovi a zjišťuje, že ten mezitím zmizel. Vyhostí ho proto za hranice své říše a umělému slavíkovi vyhrazuje čestné místo na svém nočním stolku.

### Třetí jednání
Po čase se císař vážně roznemohl. Přicházejí k němu přízraky jeho skutků, ty jediné ho nikdy neopustí. Císař chce slyšet hudbu. To slyší slavík a přilétá, aby císaře znovu potěšil. Zazpívá nádhernou píseň, která dojme i samu smrt stojící opodál. Slavík ji žádá, aby císaři vrátila odňaté znaky jeho moci. Smrt je okouzlena slavičím zpěvem a souhlasí. Císař znovu nabízí slavíkovi odměnu, ten ji ale znovu odmítá. V domnění, že již císař zemřel, přicházejí za ním jeho dvořané. Najdou však císaře zdravého a v plné síle. Příběh pak uzavírá rybář svou písní o ptácích, kteří jsou posly nebes.

## Charakteristika díla
Andersenova literární předloha založená na fantastických, exotických a symbolických motivech a nesená zároveň v lehké nadsázce a jemné, avšak citelné ironii konvenovala estetice impresionismu a secese, kterou na počátku 20. století řada autorů stále ctila. Všechny charakteristické prvky literární předlohy se Stravinskij a Mitusov snažili v libretu zachovat a ve Stravinského zhudebnění pak byly ještě dále rozvinuty. Ve struktuře libreta a částečně i v jeho zhudebnění bývá poukazováno také na předchozí vliv pozdních fantastických oper Nikolaje Rimského-Korsakova.

Významný časový předěl mezi kompozicí prvního a obou zbývajících jednání zásadně ovlivnil podobu opery a vytvořil její zvláštní dvojí tvář, která je na tomto díle ceněna. Stravinského kompozice baletů Pták Ohnivák, Petruška a Svěcení jara jsou totiž zásadním mezníkem ve vývoji autorova stylu, který se posunul směrem k expresionismu, k příkrým harmoniím a intonacím, drsnějším zvukovým barvám a divoké rytmice. Tyto prvky se v hojné míře uplatňují právě od počátku 2. jednání opery Slavík, které začal Stravinskij psát až v roce 1913.

Tento zlom a kontrast velmi vhodně zapadl do dramaturgie rozpracované opery a autor toho patřičně využil – právě 2. jednání totiž zobrazuje vyumělkovaný svět císařského dvora, kde je krása věcí diktátu, nikoli svobody a přirozeného citu. Hned od počátku 2. jednání zapojuje autor do hry celý složitý arzenál moderní symfonické instrumentace. Zobrazení císařské pompéznosti dosahuje vrcholu v instrumentálním Čínském pochodu, který ohlašuje příchod panovníka. Podobně jako v 1. jednání kreslí Stravinskij hudebními prostředky klidnou atmosféru lesa a podmanivý zpěv slavíka, inspiruje se ve 2. jednání přímo čínským koloritem, a to jak v instrumentaci, tak v použití pentatonické stupnice, respektive v užívání pouze celotónových postupů. Ty vytvářejí drsný, neuhlazený zvukový dojem, zatímco chromatické, půltónové slavičí intonace vnášejí do hudby zpět vláčnost a jemnocit. Ve 3. jednání se hudebně-dramatické zpracování vrací k jemné lyrice a volnějšímu spádu 1. jednání. Dílo uzavírá tentýž zpěv rybáře za scénou, který se ozývá také na počátku opery a na konci 1. a 2. jednání.

Role Slavíka, psaná pro lyrický koloraturní soprán, patří ve svém hlasovém oboru k technicky nejnáročnějším partům celé operní literatury. Kromě zvolna plynoucích, podmanivých lyrických zpěvů obsahuje role řadu vokalíz, napodobujících slavičí zpěv a založených na extrémně vysokých, intonačně i artikulačně obtížných koloraturách a figuracích. Ústředním hudebním číslem je z tohoto hlediska "Píseň slavíka" ve 2. jednání, zakončená tónem f3. Hlasová ekvilibristika Slavíka je však pojata v souladu s charakterem této postavy jemně a hravě a technická stránka partu nikdy nevystupuje samoúčelně do popředí posluchačovy pozornosti.

## Instrumentace
Stravinskij pro svou časově nerozsáhlou operu předepisuje velký operní orchestr doplněný o řadu speciálních nástrojů. Orchestr je sestaven takto: pikola, 2 flétny, 2 hoboje, anglický roh, 3 klarinety, basklarinet, 2 fagoty, kontrafagot, 4 lesní rohy, 4 trubky, 3 trombony, tuba, tympány, zvony, triangl, tamburína, činely, velký buben, tam tam, klavír, celesta,mandolína, kytara, 2 harfy a smyčcové nástroje.

## Samostatná hudební čísla
Opera Slavík není psána jako tradiční "číslová" opera (sestavená z hudebně samostatných částí), přesto se v ní vyskytuje několik relativně oddělených a ucelených vokálních či instrumentálních „čísel“.
- Úvodní zpěv rybáře (opakující se ve zkrácené podobě na koncích jednotlivých jednání)
- Zpěv slavíka S něba vysoty…, 1. jednání
- Čínský pochod, 2. jednání
- Píseň slavíka, 2. jednání
- Hra mechanického slavíka, 2. jednání
- Zpěvy slavíka Ach, zděs, ja zděs... a Pěčaľnyj sad uměršich..., 3. jednání
- Slavnostní průvod, 3. jednání

## Odvozené skladby
Z Ďagileovova podnětu vytvořil Stravinskij z hudby ke Slavíkovi instrumentální suitu Zpěv slavíka (Chant du Rossignol). Její premiéra se konala v Ženevě 6. prosince 1919. Suita je sestavena ze dvou trojic kontrastních částí: Presto – Andantino – Presto a Čínský tanec – Zpěv slavíka – Hra mechanického slavíka. V roce 1920 provedl tuto suitu Ďagilevův soubor Ballets Russes scénicky v choreografii Leonida Mjasina a hudebním nastudování Ernesta Ansermeta. Výpravu k této inscenaci vytvořil Henri Matisse.
Rybářova píseň a Píseň slavíka se objevily v roce 1923 jako dvojice písní s doprovodem orchestru. V roce 1932 vznikla Stravinského úprava Písně slavíka a Hry mechanického slavíka pro housle a klavír.

## Nahrávky
- Stravinsky: Le rossignol — Natalie Dessay, Marie Mclaughlin, Violeta Urmana, Vsevolod Grivnov; Orchestr a sbor L’Opéra National de Paris, dirigent James Conlon. TV adaptace vydána na DVD (EMI Classics, 2005)
- Stravinsky: Le rossignol — Phyllis Bryn Julson (Slavík), Neil Howlett (Císař), Felicity Palmer (Kuchařinka), Elizabeth Laurence (Smrt), Michael George (Bonz), Ian Caley (Rybář), John Tomlinson (Komoří), BBC Singers a BBC Symphony Orchestra; Pierre Boulez (dirigent). Vydavatel: Erato Disques CD
- Stravinsky: The Nightingale — Olga Trifonova (Slavík), Paul Whelan (Cisař), Pippa Longworth (Kuchařinka), Sally Burgess (Smrt), Andrew Greenan (Bonz), Robert Tear (Rybář), Stephen Richardson (Komoří), London Voices a London Philharmonia Orchestra, Robert Craft (dirigent). Vydavatel: Naxos CD (44:30)